# Alliander
Alliander N.V. mit Sitz in Arnhem ist ein niederländischer Gas- und Stromnetzbetreiber sowie Dienstleister für Energienetze. Das Unternehmen ist auf intelligente Netzlösungen spezialisiert.

## Geschichte
Gemäß dem 2006 beschlossenen Gesetz über den unabhängigen Netzbetrieb (Wet onafhankelijk netbeheer) dürfen niederländische Netzbetreiber seit dem 1. Januar 2011 nicht mehr zu derselben Unternehmensgruppe gehören, die auch Energieproduktion und -handel betreibt. Mit der Entflechtung des Netzbetriebs von den anderen Geschäftsbereichen der Energieunternehmen (Ownership Unbundling) sollte der niederländische Energiemarkt stärker liberalisiert und Wettbewerbsverzerrungen beseitigt werden. Daraufhin wurde am 1. Juli 2009 die Nuon-Gruppe in einen Netzbetreiber (Alliander N.V.) und eine Produktions- und Handelsgesellschaft (Nuon Energy) aufgespalten.

## Eigentümerstruktur
Alleinige Gesellschafter der Alliander N.V. sind die niederländischen Kommunen und Gebietskörperschaften. Hierzu zählen die niederländischen Provinzen Gelderland (45 %) und Noord-Holland (9 %), die Gemeinde Amsterdam (9 %) sowie die BV Falcon Holding Company (13 %), deren Gesellschafter die Provinz Friesland ist.

## Wichtigste Geschäftsfelder
Alliander ist für die Instandhaltung, den Ausbau und die Modernisierung von Energienetzen verantwortlich und versorgt in den Niederlanden über sechs Millionen Menschen. Wichtige Geschäftseinheiten der Alliander-Gruppe sind die Marken Liander und Liandon.
Liander, die ca. 90 % des Umsatzes der Gruppe erwirtschaftet, betreibt die Gas- und Stromverteilnetze in niederländischen Regionen Gelderland und Nord-Holland sowie in großen Teilen von Flevoland, Friesland und Süd-Holland. Die Geschäftseinheit Liandon betreibt private Energienetze, vorwiegend für Industriekunden. In Deutschland ist das Unternehmen mit seiner Tochter Alliander AG aktiv.

## Intelligente Netztechnologien
Alliander N.V. hat 2012 erfolgreich das erste vollwertige „Smart Grid“ im Großraum Amsterdam installiert und in Betrieb genommen. Dort werden rund 35 000 Bewohner durch die „intelligenten“ Energienetze von Alliander mit regenerativen Energien versorgt. Zudem wird eine flächendeckende Ladeinfrastruktur für Elektromobilität aufgebaut. Das Projekt ist Teil der Innovationsplattform Amsterdam Smart City (ASC), einer Kooperative aus rund 100 Unternehmen, Vertretern der öffentlichen Verwaltung, Forschungseinrichtungen und Bürgerprojekten aus 36 Teilkommunen. Ziel der Plattform ist es, Amsterdam bis 2040 zur grünsten und sozial nachhaltigsten Metropole der Welt zu machen. Das Projekt wurde 2011 mit dem „European City Star Award“ ausgezeichnet.

## Alliander in Deutschland
Die Alliander AG ist eine hundertprozentige Tochter von Alliander NV. Alliander betreibt in Deutschland Strom- und Gasnetze, öffentliche Beleuchtung und Lichtsignalanlagen. Die deutsche Alliander-Gruppe besteht aus der Alliander Stadtlicht GmbH in Berlin mit Betriebsstätten in Cottbus und Rüsselsheim am Main, der Alliander Stadtlicht Rhein-Ruhr GmbH in Hagen, der Alliander Netz Heinsberg AG in Heinsberg und die Alliander Netz Osthavelland in Brieselang. Außerdem ist die Alliander an der Stadtbeleuchtung Hagen GmbH und der NHG Netzbetrieb Hennigsdorf GmbH beteiligt.
In Deutschland betreibt Alliander das Strom- und Gasnetz der Stadt Heinsberg und die Strom- und Gasnetze der Industrieparks in Heinsberg und Düren. Alliander hat seit 2009 elf weitere Strom- und Gasnetzkonzessionen in Kommunen in Brandenburg gewonnen, unter anderem in Eberswalde.
Alliander bewarb sich 2013/14 unter anderem in Stuttgart, Hamburg und Berlin um Netzkonzessionen, doch die Eigentümer bremsten im März 2014 das Management bei der Expansion nach Deutschland.

### Regionale Schwerpunkte

#### Heinsberg
Die Alliander betreibt seit 2001 das Stromnetz der Stadt Heinsberg und seit dem 1. Januar 2014 auch das Gasnetz. Alliander entwickelt und modernisiert das Strom- und Gasnetz in Heinsberg. Es werden Möglichkeiten für Haushalte geschaffen, um Energie aus erneuerbaren Quellen zu beziehen, und sofern sie selbst ein Blockheizkraftwerk, eine Brennstoffzelle oder eine Photovoltaikanlage besitzen, die Einspeisung überschüssiger Energie in das Netz zu gewährleisten.

#### Berlin
Seit 2006 betreibt die Alliander Stadtlicht GmbH die rund 2100 Ampelanlagen des Landes Berlin; 2015 wurde der Vertrag als Generalübernehmer für die Lichtsignalanlagen Berlins um 10 Jahre verlängert. Anfang 2014 zeigte Alliander Interesse an den Konzessionen für das Strom- und Gasnetz in Berlin, doch das Management wurde von den niederländischen Kommunen als Eigentümer bei der Expansion gebremst.
Erfolgreich verlief 2015 die Bewerbung des ehemaligen Tochterunternehmens Allego GmbH um den Betrieb der Stromtankstellen in Berlin. Die entsprechenden Verträge mit der Allego GmbH wurden 2019 verlängert.

## Allego
Im September 2013 wurde die Tochterfirmas Alliander Mobility Services gegründet, die 2014 in Allego umfirmiert wurde. Allego betreibt seit 2015 in Deutschland die Stromtankstellen des Landes Berlin und begann im Herbst 2015 mit dem Aufbau eines Netzes von Schnellladestationen entlang der deutschen Autobahnen. Allego wurde zum 31. Mai 2018 an einen französischen Infrastrukturfonds, Meridiam, verkauft.